# Carl Zeiss (ottico)
Carl Zeiss (Weimar, 11 settembre 1816 – Jena, 3 dicembre 1888) è stato un ottico e imprenditore tedesco, conosciuto principalmente per aver fondato nel 1846 l'omonima azienda di ottica e strumenti di precisione Carl Zeiss.

## Biografia

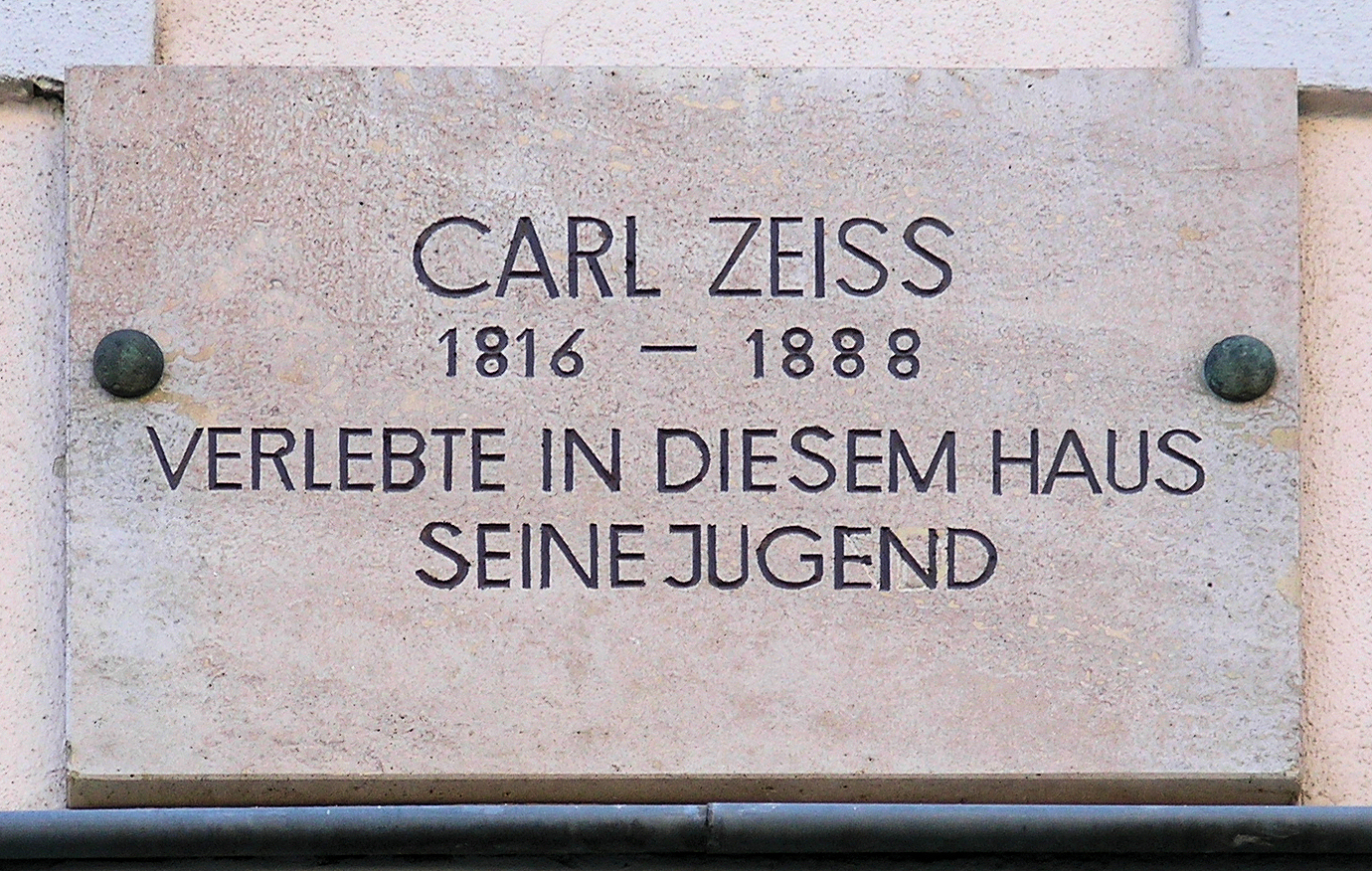
Targa sull'edificio in Kaufstraße 1, Weimar

### Famiglia
Carl Zeiss fu il quinto figlio di dodici (sei deceduti) avuti da un giocattolaio artigiano di Rastenberg, Johann Gottfried August Zeiss (1785–1849) e da Johanna Antoinette Friederike (1786–1856), figlia dell'avvocato e Stadtvogt (carica all'epoca più o meno corrispondente a quella di sindaco) Johann Heinrich Schmith von Buttstädt, sotto la guida del quale vennero istruiti diversi giuristi e teologi e altre personalità come Christiane Vulpius (moglie di Goethe), il medico Christoph Wilhelm Hufeland, il poeta Jean Paul e il pittore Max Slevogt.

### Istruzione
Zeiss padre iscrisse Carl al Gymnasium dove questi studiò filologia e storia.

## Fondazione della fabbrica di meccanica di precisione e ottica
Il 10 maggio 1846 fu presentata la documentazione necessaria alle autorità di Weimar per avviare un laboratorio meccanico. Il 17 novembre 1846 al numero 7 di Neugasse, a Jena, venne fondata la Carl Zeiss, per la produzione di apparecchi ottici di precisione e in particolare microscopi.

### Carl Zeiss come imprenditore
Zeiss puntò sulla qualità del prodotto e questo gli permise di imporsi sul mercato. Questa importante caratteristica venne estesa a tutta la produzione della società anche dopo la sua morte. A seguito dell'incremento della produzione, la sede fu spostata al numero 34 di Wagnergasse, Jena.

## Collaborazione con Ernst Abbe
Nel 1866 conobbe Ernst Abbe, che divenne socio dell'azienda nello stesso anno. Nel 1884 si aggiunse anche il chimico Otto Schott. La Zeiss portò importanti innovazioni a tutto il settore dell'ottica e il contributo di Carl Zeiss fu quello di confidare fermamente sul metodo scientifico e sulla qualità del prodotto.

## Vecchiaia e morte

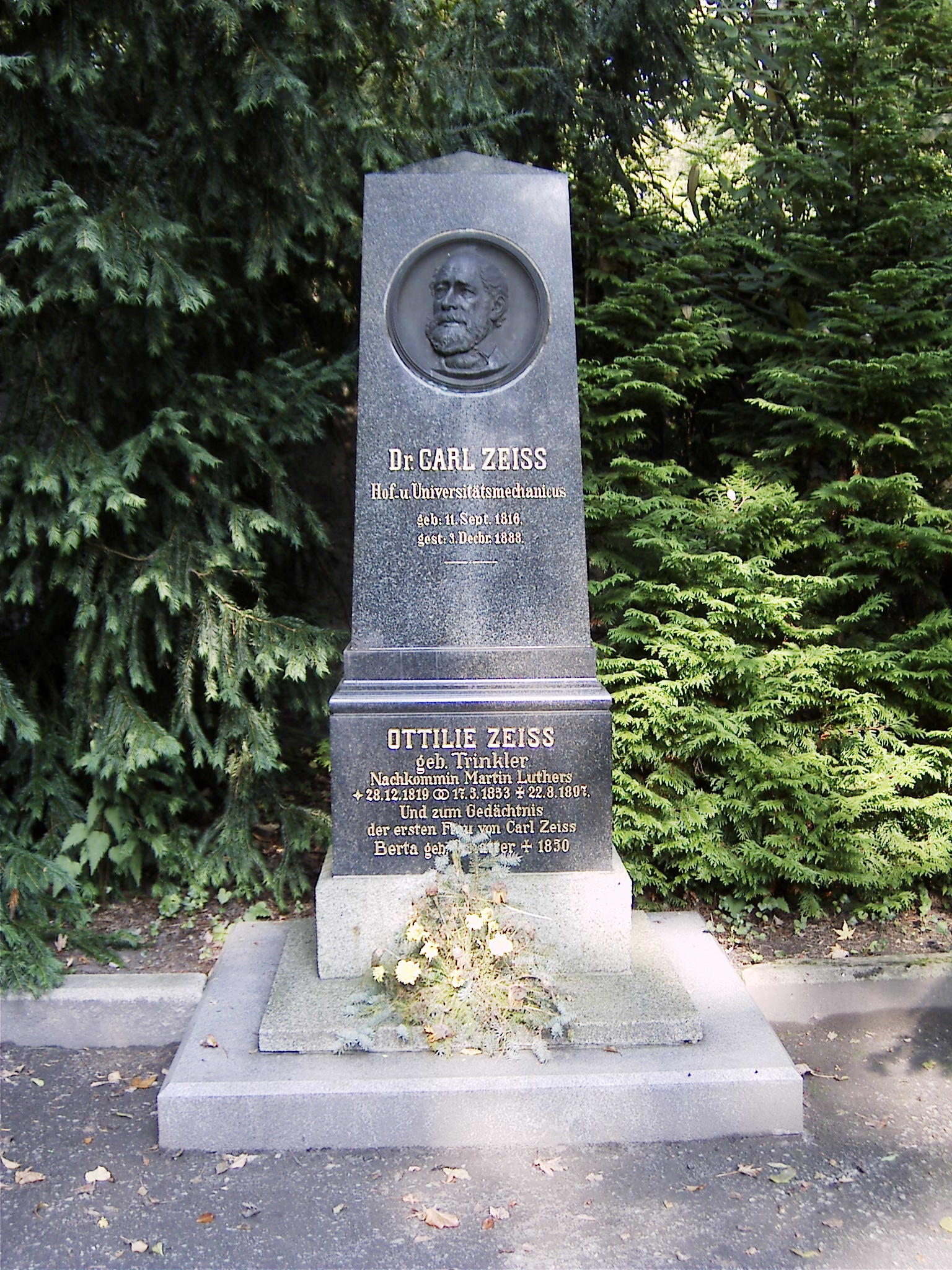
Tomba di Carl Zeiss presso il Johannisfriedhof di Jena

Dopo la sua morte, avvenuta per cause naturali il 3 dicembre 1888, Ernst Abbe istituì nel 1889 a suo nome la Carl Zeiss Stiftung (Fondazione Carl Zeiss) con l'obiettivo di aiutare la ricerca scientifica e migliorare la qualità del lavoro.

## Onorificenze
Ricevette nel 1861 la medaglia d'oro dell'esposizione industriale della Turingia come migliore strumento per la ricerca prodotto in Germania, assegnato al microscopio Stand I del 1857.
- Tre scuole portano il suo nome
- Carl-Zeiss-Oberschule di Berlino
- Carl-Zeiss-Gymnasium di Jena
- Carl-Zeiss-Stiftung fondata nel 1888
- Strade in Brema, Jena, Magonza e Heilbronn